# Große Haie – Kleine Fische
Große Haie – Kleine Fische (Originaltitel: Shark Tale; auf dt.: Haifisch-Geschichte) ist ein Computeranimationsfilm aus dem Jahr 2004 der Regisseure Vicky Jenson, Rob Letterman und Bibo Bergeron.

## Handlung
Oscar ist nur ein kleiner Putzerlippfisch in der Unterwasserwelt des heimischen Southside Riffs. Er arbeitet in der Walwäscherei des Kugelfisches Sykes und träumt von Ruhm, Respekt und Geld, doch er sieht keine Chance, all das zu erreichen. Unglücklich wie er mit seinem Leben ist, bemerkt er nicht, dass der Engelfisch Angie heimlich in ihn verliebt ist.
Zu allem Unglück hat sich Oscar bei Sykes hoch verschuldet und da er das Geld nicht zurückzahlen kann, beschließt Sykes, Oscar 24 Stunden zum Bezahlen zu geben. Aber als Angie ihm dafür Geld gibt, setzt er es auf das Rennseepferdchen, Lucky Day. Aber als dieser im Rennen stürzt und nicht mehr gewinnen kann, wird Sykes wütend und beschließt, Oscar von Ernie und Bernie, zwei „Rasta-Quallen“, beseitigen zu lassen.
Zufällig wird an der Stelle, an der Oscar beseitigt werden soll, Frankie, der älteste Sohn und ganze Stolz von Don Lino, dem Hai-Mafiaboss des Riffs, von einem Anker erschlagen. Geschickt nutzt Oscar die Situation und präsentiert sich als Haikiller und Riffretter.
Während Oscar die Annehmlichkeiten seines Stardaseins, inklusive der Bekanntschaft mit der attraktiven Rotfeuerfischdame Lola, genießt, bereitet die Hai-Mafia einen Gegenschlag vor.
Lenny, der jüngste Sohn Don Linos, ist Vegetarier und absolut sanftmütig, was seinem Vater Sorgen macht, da sein ältester Sohn nun tot ist und deshalb nicht mehr das Familiengeschäft übernehmen kann. Lenny soll deshalb den „Haikiller“ töten und so einerseits den Ruf der Familie wiederherstellen und andererseits beweisen, dass er ein richtiger Hai ist.
Doch auch Oscar und Lenny, die einander bei dem tragischen Tod von Frankie kennengelernt haben, schmieden Pläne. Da Lenny aus dem Mafiageschäft seiner Familie aussteigen möchte, täuscht er mit Oscar einen Todeskampf vor, bei dem er in die Tiefe stürzt. Oscar hat den Riffbewohnern nun bewiesen, dass er wirklich einen Hai töten kann und Lenny kann nun, getarnt als Delfin, eine Stelle bei der Walwäscherei annehmen.
Natürlich kann die Hai-Mafia, angeführt von Don Lino, diese Schande nicht auf sich sitzen lassen und plant, Oscar und seine Freunde in eine Falle zu locken, was auch gelingt. Nachdem ein anfänglicher Bluff aufflog, entgehen sie nur knapp dem Tod durch Gefressenwerden, werden aber von Don Lino bis ins Riff und in die Walwaschanlage verfolgt. Dort gelingt es Oscar durch geschickten Einsatz der Waschstraßentechnik, Don Lino und Lenny vis-a-vis zu arretieren. Oscar nutzt die Gelegenheit, um Vater und Sohn auszusöhnen und die Mafia zu einer Vereinbarung zu bewegen, das Riff künftig zu verschonen. Er selbst offenbart der versammelten Presse seinen Schwindel und gesteht Angie vor laufenden Kameras seine Liebe.
Zu guter Letzt wird Oscar Miteigentümer und Manager der Walwäscherei.

## Hintergrund
- Die animierten Figuren wurden (im englischen Original) an Aussehen und Mimik ihrer menschlichen Sprecher angepasst.
- Rob Letterman wurde erst nach seiner Arbeit als Koautor mit ins Regieteam aufgenommen.
- Die Rolle der Nachrichtenreporterin Katie Current ist für jedes Land speziell ausgesucht worden. Sie wird jeweils von einer landesweit bekannten Nachrichtensprecherin synchronisiert. In der deutschen Version wurde sie von RTL-Moderatorin Frauke Ludowig gesprochen. In der australischen Version wurde sie von Tracey Grimshaw gesprochen, die Komoderatorin der Sendung Today ist.
- Große Haie – Kleine Fische zitiert und spielt auf viele verschiedene Filme an, wie z. B. auf Apocalypse Now, Scarface, Jurassic Park, Der weiße Hai, Jerry Maguire – Spiel des Lebens, Die Monster AG, Ring, Findet Nemo, Seabiscuit – Mit dem Willen zum Erfolg und auf den klassischen Mafia-Film Der Pate.
- Der Film spielte allein in den USA das Doppelte des Budgets von 75 Millionen US-Dollar ein.
- Der von DreamWorks SKG und Pacific Data Images produzierte Film kam am 14. Oktober 2004 in die deutschen Kinos.

### Musik
Komponist Hans Zimmer stellte den Soundtrack zu Große Haie – Kleine Fische zusammen.
- Das von Will Smith gesungene Lied „Got to Be Real“ stammt von Mary J. Blige.
- Justin Timberlake und Timbaland singen „Good Foot“.
- Ziggy Marley, Sohn Bob Marleys, hat in der Originalfassung auch eine Sprechrolle, singt aber auch noch zusammen mit Sean Paul „Three Little Birds“.
- Den Song „We Went as Far as We Felt Like Going“ sangen die Pussycat Dolls.
- Am Ende des Films haben Christina Aguilera und Missy Elliott einen Gastauftritt, bei dem sie eine neue Version von „Car Wash“ singen.

## Synchronisation
Die Synchronisation übernahm die Berliner Synchron GmbH Wenzel Lüdecke. Michael Nowka führte die Dialogregie und schrieb auch das Dialogbuch.
| Rolle         | Originalsprecher  | Deutscher Sprecher |
| ------------- | ----------------- | ------------------ |
| Oscar         | Will Smith        | Daniel Fehlow      |
| Lola          | Angelina Jolie    | Sandra Speichert   |
| Angie         | Renée Zellweger   | Yvonne Catterfeld  |
| Don Lino      | Robert De Niro    | Christian Brückner |
| Sykes         | Martin Scorsese   | Roland Hemmo       |
| Lenny         | Jack Black        | Dietmar Wunder     |
| Don Feinberg  | Peter Falk        | Horst Sachtleben   |
| Frankie       | Michael Imperioli | Martin Keßler      |
| Luca          | Vincent Pastore   | Thomas Danneberg   |
| Ernie         | Ziggy Marley      | Faiz Mangat        |
| Bernie        | Doug E. Doug      | Mola Adebisi       |
| Katie Current | Katie Couric      | Frauke Ludowig     |
| Crazy Joe     | David P. Smith    | Wolfgang Spier     |

## Kritiken
„Rasante, sympathische und aufwändige, insgesamt aber doch recht harmlose Trickfilmkomödie um diverses Meeresgetier. Sie setzt vorwiegend auf das Zitieren von Genrefilmen und das Imitieren menschlichen Großstadttreibens sowie der schwarzen Jugendkultur, ohne diesem Streben einen überzeugenden humoristischen Ansatz zu entlocken.“

„Wie bei ‚Nemo‘ hadert auch hier ein vegetarischer Hai mit seinem Schicksal; allerdings treibt ‚Shark Tale‘ (Originaltitel) die Vermenschlichung der Viecher entschieden weiter, ohne den Charme des Vorgängers zu erreichen.“

„Lahm ist das nicht von Anfang bis Ende. Der Film hat seine zwei oder drei Momente: etwa wenn man im Haigesicht Don Linos die Züge Robert De Niros zu erkennen meint, weil dieser Hai einen Schönheitsfleck unter dem rechten Auge trägt und – im Original – mit Robert De Niros Stimme spricht (in der deutschen Fassung übernimmt Christian Brückner, der Synchronsprecher De Niros, die Aufgabe). Darüber hinaus hält es der Film wie seine Hauptfigur Oscar: So wie diese vom großen Geld mit minimalem Einsatz träumt, so will jener sein Einspielergebnis mit einem Minimum an Imagination erzielen. Im Überschuss der Unterwasserwelt ist dies ein zu geringer Einsatz.“

„‚In meinem tiefsten Innern bin ich oberflächlich‘, sagt Lola einmal, und so verhält es sich auch mit diesem Film, der nur Spaß macht, wenn er die pädagogischen Ambitionen zurückstellt, um sich an seiner Mobster-Parodie der Welt der Haie und schleimigen Tintenfische zu weiden.“

## Auszeichnungen
Bill Damaschke, der Produzent von Große Haie – Kleine Fische, war 2005 für den Oscar in der Kategorie Bester animierter Spielfilm nominiert, konnte sich aber nicht gegen Die Unglaublichen – The Incredibles durchsetzen.
Hans Zimmer gewann den ASCAP Film and Television Music Award für die Musik zu Große Haie – Kleine Fische und Will Smith erhielt den Kid’s Choice Award für die beliebteste Stimme in einem Animationsfilm.
Außerdem wurde der Film für den Saturn Award als Bester Animationsfilm nominiert und für den Annie Award in den Kategorien Animationseffekte, Charakteranimation und Charakterdesign sowie Drehbuch für einen Animationsfilm vorgeschlagen.
Renée Zellweger und Ken Duncan waren für die Visual Effects Society Awards nominiert für die außergewöhnliche Darstellung eines animierten Charakter.